# Haroldia oldroydi
Haroldia oldroydi là một loài ruồi trong họ Asilidae. Haroldia oldroydi được Londt miêu tả năm 1999. Loài này phân bố ở vùng nhiệt đới châu Phi.